# دین استاکول
دین استاکول (به انگلیسی: Dean Stockwell) (۵ مارس ۱۹۳۶ – ۷ نوامبر ۲۰۲۱) یک بازیگر سینما، تلویزیون و تئاتر آمریکایی با هفت دهه فعالیت حرفه‌ای بود. آغاز کار او به عنوان یک بازیگر کودک که تحت قرارداد کمپانی مترو گلدوین مایر، او اولین بار در فیلم لنگرها را بکشید (۱۹۴۵)، سال‌های سبز (۱۹۴۶)، قرارداد شرافتمندانه (۱۹۴۷) و کیم (فیلم ۱۹۵۰) حضور داشت. در جوانی، او در سال ۱۹۵۷ در فیلم سال‌های بی‌خیالی و ۱۹۵۹ در فیلم اجبار نقش اصلی را ایفا کرد. و در سال ۱۹۶۲ نقش ادموند تایرون را در نسخه سینمایی سفر دراز روز در شب (فیلم ۱۹۶۲) بازی کرد که برای آن جایزه بهترین بازیگر مرد جشنواره کن را از آن خود کرد. همچنین او نامزد جایزه گلدن گلوب بهترین بازیگر مرد – فیلم درام برای بازی در نسخه سینمایی پسران و عشاق (فیلم ۱۹۶۰) شد. سرانجام او در هفتم نوامبر ۲۰۲۱ و در ۸۵ سالگی، براثر کهولت سن و دلایل طبیعی در نیوزیلند درگذشت.

## گزیده فیلم‌شناسی
از فیلم‌ها یا برنامه‌های تلویزیونی که وی در آن نقش داشته‌است می‌توان به آثار زیر اشاره کرد.
- دره تصمیم (۱۹۴۵)
- لنگرها را بکشید (۱۹۴۵)
- ترانه مرد لاغر (۱۹۴۷)
- قرارداد شرافتمندانه (۱۹۴۷)
- باغ اسرارآمیز (۱۹۴۹)
- سال‌های بی‌خیالی (۱۹۵۷)
- اجبار (۱۹۵۹)
- پسران و عشاق (۱۹۶۰)
- سفر دراز روز در شب (۱۹۶۲)
- آخرین فیلم (۱۹۷۱)
- اشتباه درست است (۱۹۸۲)
- پاریس، تگزاس (۱۹۸۴)
- تل‌ماسه (۱۹۸۴)
- برای زندگی و مرگ (۱۹۸۵)
- مخمل آبی (۱۹۸۶)
- نگهبان زمان (۱۹۸۷)
- پلیس بورلی هیلز ۲ (۱۹۸۷)
- ازدواج با گروه تبهکاران (۱۹۸۸)
- بازیگر (۱۹۹۲)
- ایر فورس وان (۱۹۹۷)
- دلال بیمه (۱۹۹۷)
- بتمن ماورایی: بازگشت جوکر (۲۰۰۰)
- کاندیدای منچوری (۲۰۰۴)
- منطقه نیمه‌روشن (۱۹۶۱)
- آلفرد هیچکاک تقدیم می‌کند (۱۹۶۱، ۱۹۶۲)
- دکتر کیلدر (۱۹۶۵)
- بونانزا (۱۹۶۹)
- مرد کاغذی (۱۹۷۱)
- ستوان کلمبو (۱۹۷۲، ۱۹۷۵)
- مأموریت: غیرممکن (۱۹۷۳)
- نایت گالری (۱۹۷۳)
- خیابان‌های سان‌فرانسیسکو (۱۹۷۳)
- مک‌کلاود (۱۹۷۶)
- آتش گرفتن (۱۹۹۰)
- حصار چوبی (۱۹۹۲)
- رودخانه برفی (۱۹۹۵)
- نمایش درو کری (۱۹۹۹)
- سربازان بوفالو (۲۰۰۱)
- سی‌کیو (۲۰۰۱)
- پیشتازان فضا: انترپرایز (۲۰۰۲)
- دروازه ستارگان اس‌جی-۱ (۲۰۰۲)
- ناوبر فضایی گالاکتیکا (مجموعه تلویزیونی) (۲۰۰۶–۲۰۰۹)

## جوایز
برنده جایزه ویژه بهترین بازیگر نقش مرد نوجوانان گلدن گلوب -۱۹۴۷